# Cavolfiore
Il cavolfiore è una cultivar di cavolo. Il cavolfiore è caratterizzato da un'infiorescenza, detta corimbo, testa o palla, costituita da numerosi peduncoli fiorali, molto ingrossati e variamente costipati. L'infiorescenza a corimbo, che può assumere una varia colorazione (bianca, paglierina, verde, violetta) costituisce la parte commestibile dell'ortaggio.

## Varietà
Il cavolfiore ha numerose varietà, che vengono distinte in base all'epoca di maturazione, per cui vi sono varietà precocissime (raccolte ad ottobre), precoci (raccolte a novembre-dicembre), invernali (raccolte a gennaio-febbraio) e tardive (raccolte da marzo a maggio). 
Bianco
Il cavolfiore bianco presenta il colore più comune, con un'infiorescenza bianca, circondata da foglie verdi.
Arancia
Il cavolfiore arancione contiene beta-carotene come pigmento. Questo tratto ha avuto origine da una mutazione naturale rinvenuta in un campo di cavolfiori in Canada. Le cultivar includono "Cheddar" e "Orange Bouquet".
Verde
Il cavolfiore verde è disponibile nella forma normale dell'infiorescenza oppure con un'infiorescenza frattale chiamata broccolo romanesco. Entrambi sono disponibili in commercio negli Stati Uniti e in Europa dall’inizio degli anni ’90. Le varietà a testa verde includono "Alverda", "Green Goddess" e "Vorda". Le varietà romanesche includono "Minareto" e "Veronica".
Viola
Il colore viola di questo cavolfiore è causato dalla presenza di antociani, pigmenti idrosolubili che si trovano in molte altre piante e prodotti a base vegetale, come il cavolo rosso e il vino rosso.  Le varietà includono "Graffiti" e "Purple Cape".

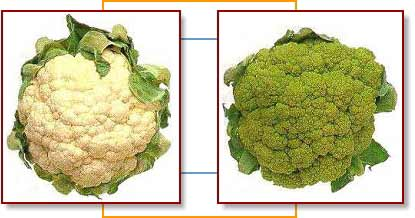
Cavolfiore bianco e verde
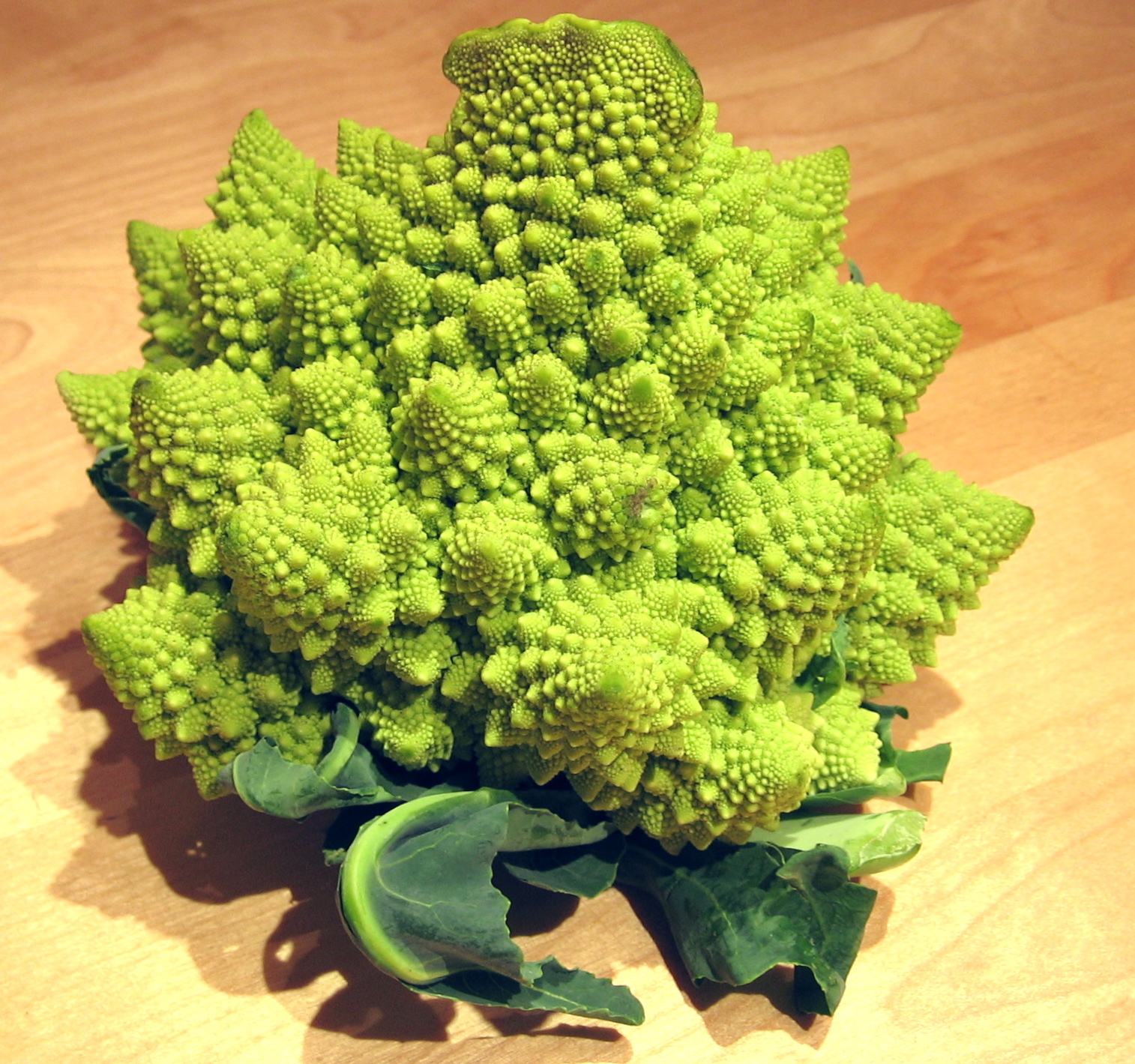
Broccolo romanesco
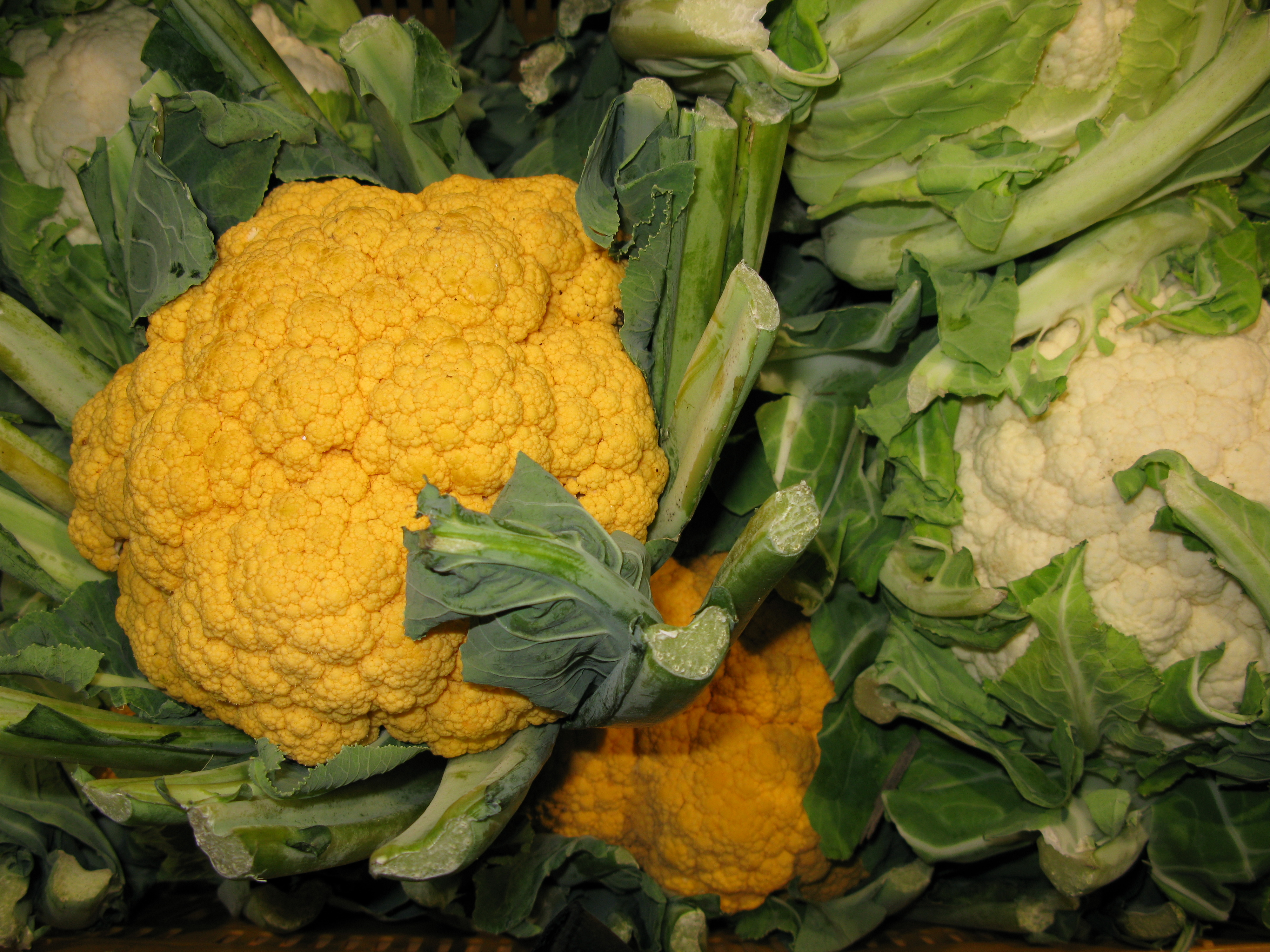
Cavolfiore arancione
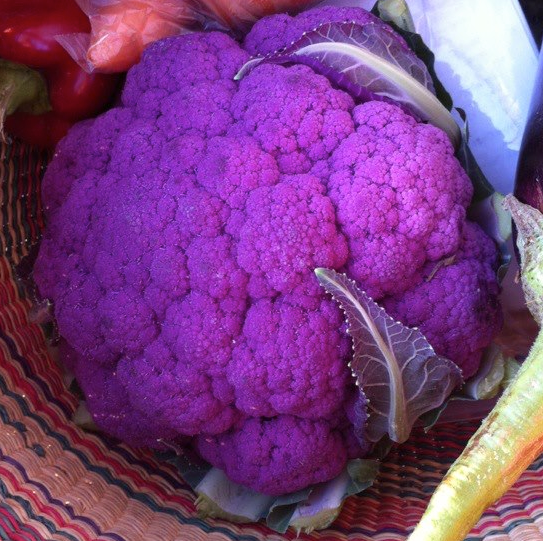
Cavolfiore viola

## Coltivazione
Il cavolfiore preferisce terreni freschi, profondi, di medio impasto. La semina avviene in semenzaio tra maggio e luglio; per le produzioni primaverili avviene a gennaio. Il trapianto in campo delle piantine viene effettuato 40-50 giorni dopo la semina. Prima del trapianto, il terreno viene preparato con un'aratura, con cui si esegue anche la concimazione, preferibilmente organica. I lavori successivi al trapianto consistono in una o due sarchiature. L'irrigazione è praticata dopo il trapianto (a luglio-agosto) e durante la crescita dell'infiorescenza se si verifica siccità. La raccolta viene effettuata tagliando il torsolo alla base.

## Avversità
Le malattie da funghi che colpiscono più frequentemente il cavolfiore sono l'oidio (causato da Erysiphe cruciferarum), la peronospora (causata da Peronospora brassicae), l'alternariosi (causata da Alternaria brassicae), l'ernia delle crucifere (causata da Plasmodiophora brassicae), il marciume secco delle crucifere (causato da Phoma lingam). Tra gli insetti, i parassiti più importanti sono: l'afide ceroso del cavolo (Brevicoryne brassicae), la mosca del cavolo (Delia radicum) e due lepidotteri, la cavolaia (Pieris brassicae), la cavolaia minore rapaiola (Pieris rapae) e la nottua del cavolo (Mamestra brassicae).

## In cucina

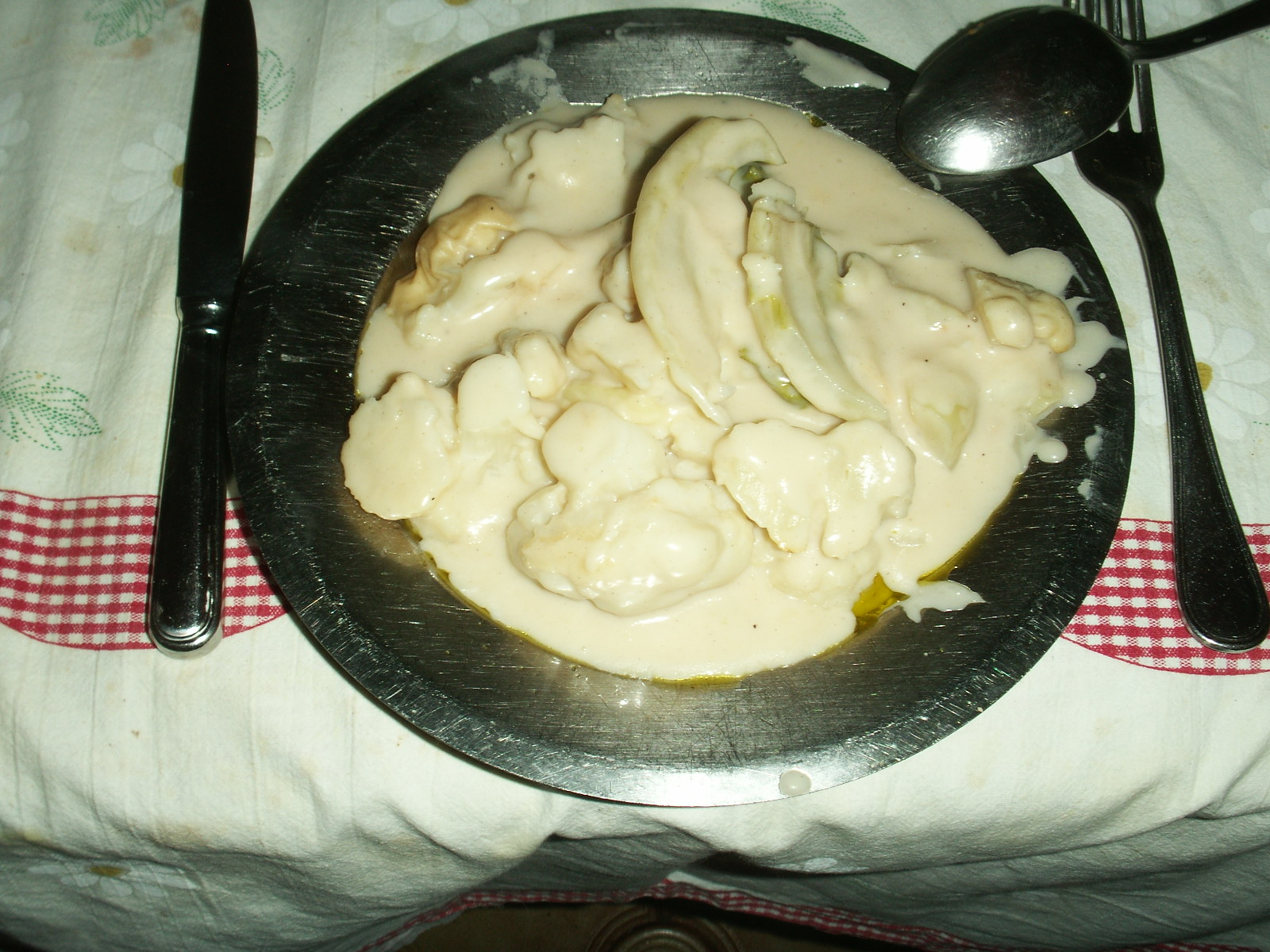
Cavolfiore alla besciamella

Il cavolfiore può essere consumato bollito, fritto, arrostito , cotto al vapore o crudo. Può essere usato come contorno, in insalate o anche come piatto principale, nella preparazione di zuppe di verdura. Contrariamente a ciò che si pensa, questo ortaggio può essere mangiato anche crudo, misto alle insalate.
Si deve prendere solo la parte superiore del "fiore", le cosiddette testine (il resto si può usare cotto come al solito), e tagliarle a fettine sottili il più possibile. Queste, aggiunte alle verdure miste, saranno una prelibatezza. Un buon misto può essere fatto da varietà diverse di cicorie, lattughe e indivie. E ancora, spinaci, cavolo cappuccio o verza, sempre tagliati sottili, cetriolo, pomodoro, rucola, valerianella o gallinella che dir si voglia, erba cipollina, tarassaco e infine cipolla, sempre tagliata sottile e da aggiungere alla fine. Il tutto condito con sale, limone e olio d'oliva.
Il cavolfiore è anche l'ingrediente principale di molti piatti della cucina Siciliana, tra cui la celebre pasta con i broccoli "arriminati".